# 微小球孢虫
微小球孢虫（学名：Sphaerospora minuta）为球孢科球孢虫属的动物。在中国，分布于湖北等，营寄生生活，寄生在蒙古红鲌的鼻腔。